# Elías Almeyda Arroyo
Elías Almeyda Arroyo (Santiago de Chile en 1883-† 1958), geógrafo chileno.

## Obra
Almeyda era discípulo del famoso geógrafo alemán Hans Steffen, a quien se debe la incorporación de la geografía como disciplina universitaria regular en Chile.
Estudio en el Instituto Pedagógico donde, entre 1900 y 1904, Elías Almeyda realizó sus estudios superiores, graduándose como profesor de historia y geografía, y titulándose con una tesis pionera en su campo, que auguraba la fecundidad en su campo. Después de ser profesor en Talca y en Punta Arenas, el gobierno lo envió a Europa a perfeccionar de acuerdo a la política de fomento a la cultura en Chile, a su regreso formó parte de la Universidad de Chile, donde se incorporó al área de geografía agrícola, donde impartió clases hasta que falleció.

## Libros
- Geografía de Chile: Su obra más destacada
- Irregularidades en las lluvias chilenas
- Pluviometría en las zonas del desierto y estepas de Chile
- Recopilación de datos climáticos de Chile y mapas sinópticos respectivos
- Geografía agrícola de Chile